# 옥봉동
옥봉동(玉峰洞)은 경상남도 진주시의 법정동이다. 면적은 1.17km2이고, 인구는 2013년 4월을 기준으로 2,981세대 6,355명이다.

## 개요
진주성 안쪽이 되므로 성내면(城內面)이라하여 1동 ~ 5동의 5개동을 관할하였다. 1914년 군면 통폐합에 따라 중안면 외 1동, 2동, 3동의 동리와 대안면 1동, 2동 2개동과 봉곡면의 하동(下洞) 일부를 결합하여 진주면이라고 하여 내성, 중성, 동성, 대안(大安), 중안(中安), 평안(平安), 비봉(飛鳳)의 7개 리로 개편 관할하였다. 1931년 4월 1일 진주읍으로 승격되고 1938년 11월 1일 진주읍이 확장하여 도동면(상평, 상대, 하대, 초전, 장재, 옥봉의 6리) 금성(金城)과 평거면(平居面)의 평거, 판문, 신안, 이현, 유곡, 상봉의 6개리와 나동면의 천전, 주약의 2개리와 집현면의 하촌리를 편입하여 22개 리가 되었다.
그 이듬해인 1939년 10월 1일 부제 실시에 따라 진주부가 되는 동시에 동리 이름을 왜식으로 고쳐 내성동(內城洞)을 남산정(南山町)으로 중성동(中城洞)을 본정(本町)으로 동성동(東城洞)을 일출정(日出町)으로 대안동(大安洞)을 영정(榮町), 옥산정(玉山町)으로 중안동(中安洞)을 행정(幸町), 길야정(吉野町)으로 평안동(平安洞)을 금정(錦町)으로 하고 1949년 8월 동이름 변경에 의하여 옥산정(玉山町) 일부를 갈라서 옥봉산(玉峰山)의 이름을 따서 옥봉동(玉峰洞)으로 고치고 1954년 10월 진주시 조례에 따라 옥봉동을 또 갈라서 옥봉남, 북동으로 개칭하였다. 1990년 4월 1일 옥봉남북동을 통합하여 다시 옥봉동으로 출범하게 되었다.
2013년 5월 1일 봉수동과 함께 행정동이 중앙동에 통합되었다.